# В'язьмени
В'язьмени (рос. Вязьмены) — присілок Велізького району Смоленської області Росії. Входить до складу Крутовського сільського поселення .
Населення — 9 осіб (2007 рік).